# Almanya Almanya
Almanya Almanya (deutsch: Deutschland, Deutschland) ist eine Erzählung des türkischen Autors Nevzat Üstün und Titel eines gleichnamigen Erzählbandes, der im Dezember 1965 bei Var Yayınevi erschien.
Die Erzählung ist das erste literarische Werk, in dem die Migrationserfahrungen türkischer Einwanderer in Deutschland bearbeitet werden. Sie gilt somit als „Vorreiter“ der ersten Generation einer sogenannten deutsch-türkischen Literatur. Die Einzelerzählung Almanya Almanya erschien in der Anthologie Die Pforte des Glücks (1969) auch in deutscher Sprache.
In mehreren kurzen Szenen erzählt Almanya Almanya die Geschichte von Rıza, der nach Deutschland geht, seiner dortigen Vermieterin und Geliebten Edda und seiner mit drei Kindern zurückgelassenen und betrogenen Frau Elif, mit deren Verfluchung Deutschlands die Erzählung endet.

## Ausgaben
- Almanya Almanya. İstanbul: Var Yayınevi, 1965.
- Die Pforte des Glücks: Die Türkei in Erzählungen ihrer besten zeitgenöss. Autoren / Ausw. u. Red.: W. A. Oerley unter Mitw. von H. Wilfrid Brands, Stuttgart 1969.